# Joseph Pulitzer
(Joseph Pulitzer)
Joseph Pulitzer (Makó, 10 aprile 1847 – Charleston, 29 ottobre 1911) è stato un giornalista, editore e politico ungherese naturalizzato statunitense.
Nato a Makó, in Ungheria, ed immigrato negli Stati Uniti, Pulitzer divenne un famoso giornalista ed editore. A sua memoria e per sua volontà è stato istituito un premio, il premio Pulitzer, il più importante nel campo giornalistico, assegnato per la prima volta nel 1917, secondo le volontà lasciate dal giornalista deceduto pochi anni prima.

## Biografia
Pulitzer emigrò negli Stati Uniti d'America nel 1864 e combatté durante la guerra di secessione statunitense. Dopo la fine degli scontri si stabilì a St. Louis, nel Missouri, e cominciò a lavorare per un quotidiano in lingua tedesca, il Westliche Post, nel 1868.
Alle elezioni parlamentari del Missouri, nel 1869, il Partito Repubblicano lo presentò come candidato di bandiera in un collegio che i democratici consideravano blindato. Sorprendentemente fu eletto, battendo il favorito candidato democratico. Partecipò alla breve avventura del Partito Liberale Repubblicano, ma divenne un riferimento per il Partito Democratico, di cui divenne deputato nel 1885.
Nel 1872, Pulitzer acquistò il Post per 3.000 dollari. Poi, nel 1878, acquistò anche il St. Louis Dispatch  per 2.700 dollari, ed unì i due giornali, che divennero il St. Louis Post-Dispatch, che rimane ancora oggi il principale quotidiano della città.
Gettatosi nel mondo della finanza, nel 1883 Pulitzer acquistò anche il New York World (un giornale che stava andando in perdita di circa 40.000 dollari all'anno) per 346.000 dollari da Jay Gould. Pulitzer spostò il suo interesse verso notizie di interesse umano, scandali e sensazionalismi. Pulitzer si era posto come un ponte tra la società statunitense e gli immigrati che affollavano New York negli ultimi anni del XIX secolo. All'interno del suo giornale inserì per primo le rubriche, oggi universalmente diffuse, degli annunci commerciali (vendita case, mobili ecc). Gli immigrati vedevano nel giornale di Pulitzer un appiglio al quale aggrapparsi in un paese che non era (ancora) il loro. Nel 1885, lo stesso anno in cui sarebbe stato eletto alla Camera dei rappresentanti (l'equivalente della Camera dei deputati), assunse Richard F. Outcault per disegnare delle illustrazioni basate sulla vita quotidiana nei quartieri più poveri; la tiratura raggiunse le 600.000 copie - contro le 15.000 di quando aveva acquistato il giornale - facendo del New York World il primo quotidiano degli Stati Uniti.
In quell'anno si rese inoltre protagonista di un'iniziativa di sottoscrizione pubblica (crowdfunding), rivolta a finanziare il completamento del basamento della Statua della Libertà, che verrà inaugurata l'anno successivo, il 28 ottobre 1886. L'importo complessivo raccolto da questa iniziativa fu di 100.000 dollari.
Nel 1887 iniziò a lavorare al World la giornalista Elizabeth Cochran (diverrà famosa con lo pseudonimo Nellie Bly), alla quale Pulitzer affidò alcune inchieste diventate poi famose, come quella sui maltrattamenti alle pazienti del manicomio femminile della città, dal titolo Ten Days in a Mad-House. L'inchiesta ebbe vasta eco nell'opinione pubblica e spinse i politici dell'epoca a ordinare maggiori controlli e ad aumentare i finanziamenti ai sanatori. 
Nel 1888 Pulitzer ebbe l'idea di realizzare quello che lo scrittore francese Jules Verne aveva immaginato in uno dei suoi libri più famosi, Il giro del mondo in 80 giorni. Pulitzer puntò su Nellie Bly e la sfidò a realizzare il viaggio in meno di 80 giorni. Il 14 novembre 1889 la giornalista partì da Hoboken, nel New Jersey, per il suo viaggio di 40 000 chilometri. Il 25 gennaio 1890 Nellie arrivò a New York, dopo settantadue giorni, un record assoluto (anche se venne migliorato pochi mesi dopo da George Francis Train, che completò il viaggio in sessantadue giorni). Il suo diario Around the World in Seventy-two Days ebbe un grande successo di pubblico. 
Sempre nel 1890, l'editore del quotidiano rivale New York Sun attaccò Pulitzer sul suo giornale, definendolo "l'ebreo che ha abbandonato la sua religione" (il padre di Pulitzer era ebreo, la madre era di religione cattolica, mentre sua moglie, Kate Davis, episcopale). La mossa, che aveva lo scopo di allontanare da Pulitzer i lettori di fede ebraica, aggravò la salute dell'editore, già non in ottime condizioni, e lo costrinse a lasciare la direzione del giornale, di cui mantenne, però, il controllo finanziario.
Nel 1895, William Randolph Hearst acquistò il New York Journal, avviando una battaglia giornalistica contro il World di Pulitzer. Questa competizione con Hearst, in particolar modo prima e dopo la guerra ispano-americana, legò il nome di Pulitzer a un giornalismo caratterizzato da sensazionalismi o speculazioni scandalistiche. Nel 1896, il World inaugurò un supplemento a colori, un'innovazione assoluta per l'epoca.
Il World denunciò uno scandalo che riguardava un pagamento fraudolento di 40 milioni di dollari dagli Stati Uniti alla French Panama Canal Company nel 1909, e Pulitzer venne denunciato da Theodore Roosevelt e John Pierpont Morgan. La corte lasciò cadere le accuse, decretando un'importante vittoria per la libertà di stampa.
Nel 1892 Pulitzer propose al presidente della Columbia University, Seth Low, di istituire una scuola di giornalismo e si offrì come finanziatore del corso. Sarebbe stata la prima scuola di giornalismo al mondo. L'università inizialmente rifiutò la proposta ed il denaro, ma nel 1902 il nuovo presidente della Columbia, Nicholas Murray Butler, accolse la richiesta. Il progetto venne però realizzato solamente dopo la morte di Pulitzer, che non poté ammirare il proprio sogno realizzato. Nel suo testamento, Pulitzer donò 2 milioni di dollari all'università, che portarono alla creazione nel 1912 della Scuola di studi avanzati di giornalismo; essa non fu tuttavia la prima scuola di giornalismo al mondo, essendo stata preceduta da quella dell'Università del Missouri.
Nel 1917 venne assegnato il primo Premio Pulitzer, in ottemperanza alle volontà di Pulitzer; la scuola di giornalismo da lui voluta rimane ancora oggi la più prestigiosa degli Stati Uniti.
Joseph Pulitzer morì mentre si trovava a bordo del suo yacht nel porto di Charleston, Carolina del Sud, nel 1911. È sepolto al cimitero di Woodlawn a New York (nel quartiere del Bronx).
Anche il fratello minore Albert (1851-1909) fu giornalista ed editore, e così pure il figlio di questi Walter, noto anche come scacchista.